# Championnats du monde de cyclisme sur piste 1950
Navigation
Copenhague 1949 Milan 1951

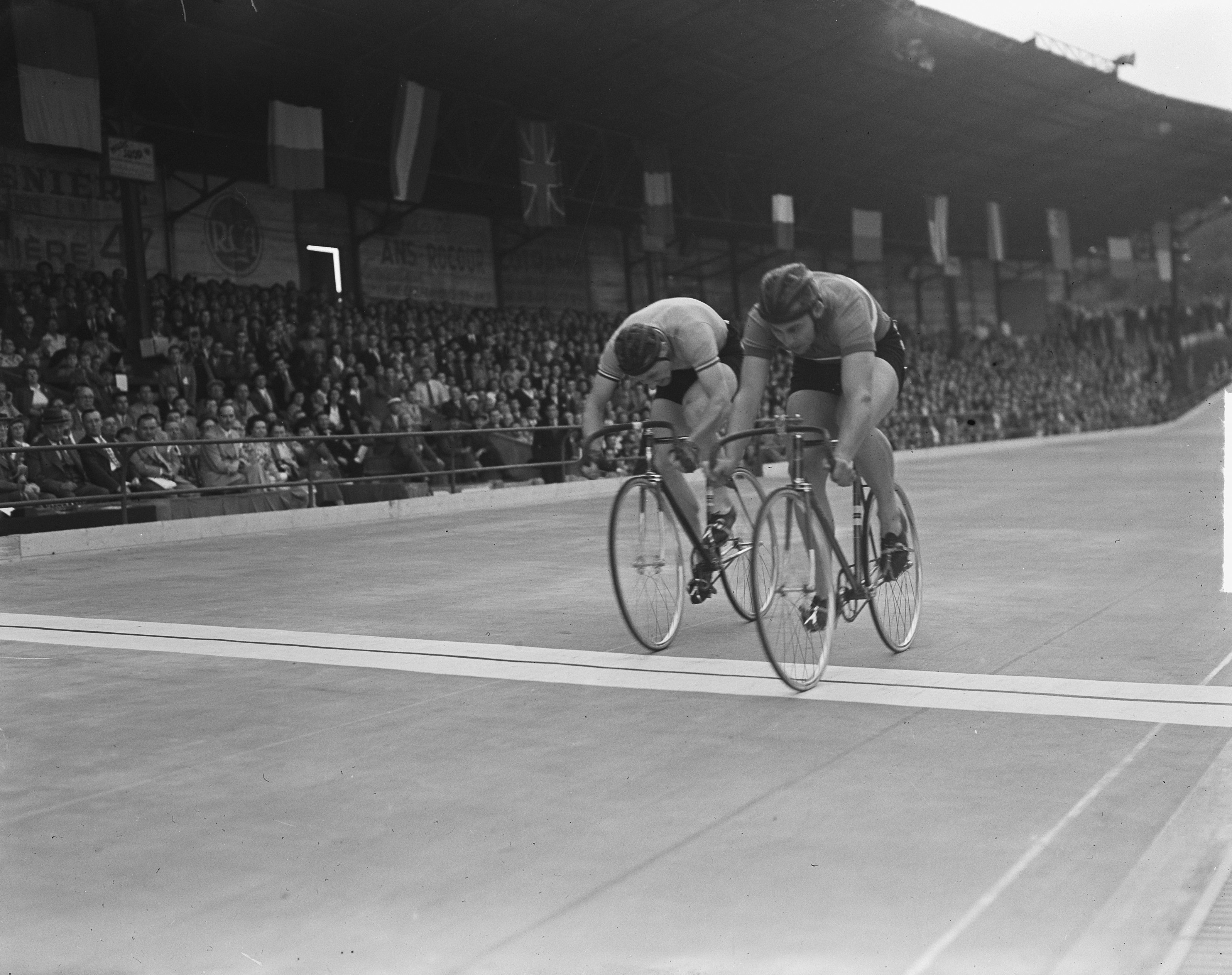
Demi-finale de la vitesse amateurs, Jan Hijzelendoorn (à gauche) face à Pierre Even

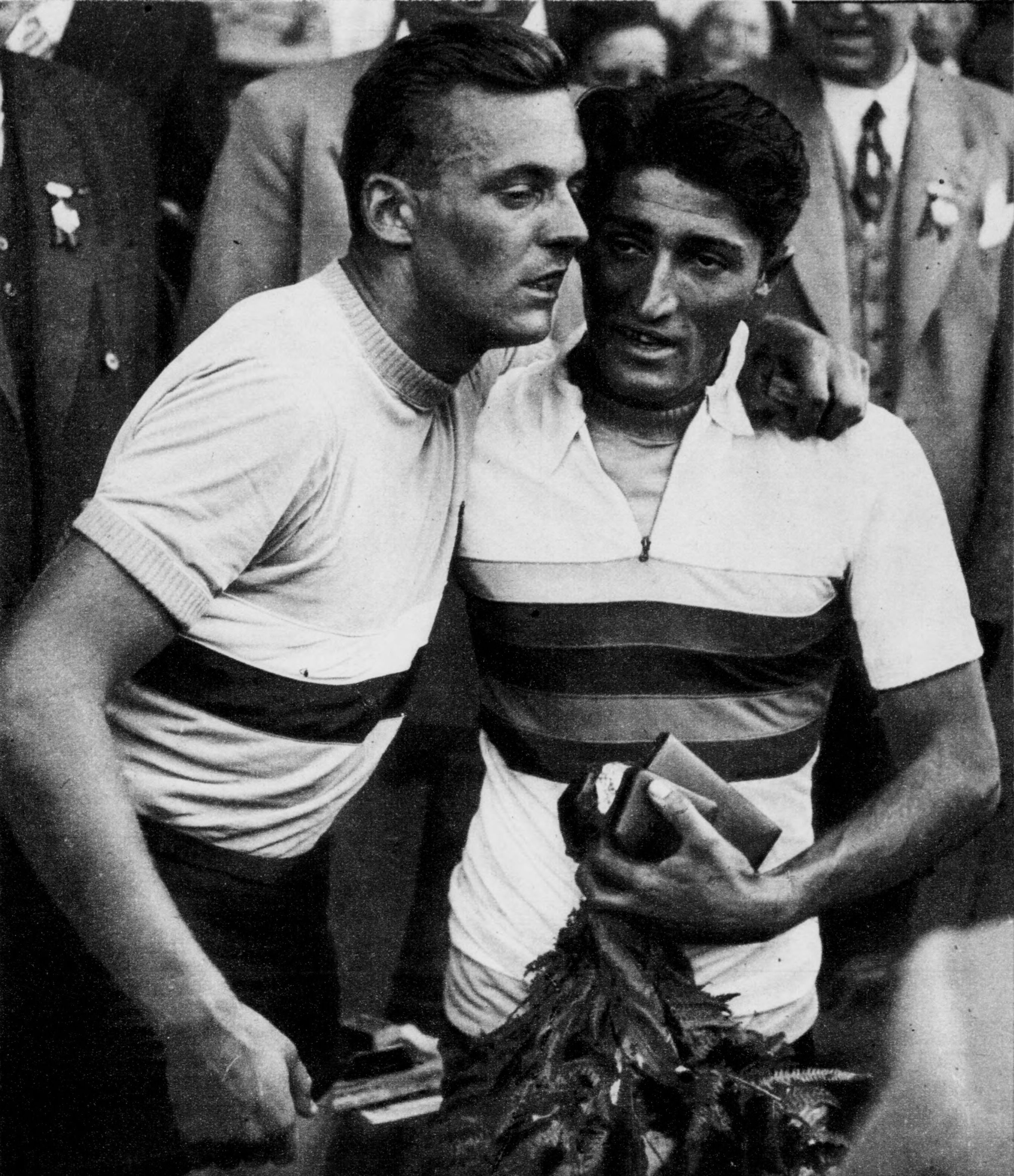
Even (2e) félicite Verdeun, vainqueur de la vitesse amateur

Les Championnats du monde de cyclisme sur piste 1950 ont eu lieu à Rocourt, en Belgique,.

## Résultats

### Podiums professionnels
| Compétition | Or                          | Argent                  | Bronze               |
| ----------- | --------------------------- | ----------------------- | -------------------- |
| Vitesse     | Reginald Harris Royaume-Uni | Arie van Vliet Pays-Bas | Jan Derksen Pays-Bas |
| Poursuite   | Antonio Bevilacqua Italie   | Wim van Est Pays-Bas    | Paul Matteoli France |
| Demi-fond   | Raoul Lesueur France        | Jan Pronk Pays-Bas      | Georges Sérès France |

### Podiums amateurs
| Compétition | Or                         | Argent              | Bronze                     |
| ----------- | -------------------------- | ------------------- | -------------------------- |
| Vitesse     | Maurice Verdeun France     | Pierre Even France  | Jan Hijzelendoorn Pays-Bas |
| Poursuite   | Sydney Patterson Australie | Aldo Gandini Italie | Guido Messina Italie       |

## Tableau des médailles
| Rang | Nation          | Or | Argent | Bronze | Total |
| ---- | --------------- | -- | ------ | ------ | ----- |
| 1    | France          | 2  | 1      | 2      | 5     |
| 2    | Italie          | 1  | 1      | 1      | 3     |
| 3    | Australie       | 1  | 0      | 0      | 1     |
| -    | Grande-Bretagne | 1  | 0      | 0      | 1     |
| 5    | Pays-Bas        | 0  | 3      | 2      | 5     |